# آبشار مانتویو
آبشار مانتویو (به انگلیسی: Mountview Falls) آبشاری است که در همیلتون (انتاریو)، کانادا واقع شده و ارتفاع کلی ریزشگاه آن ۱۰ متر (۳۳ فوت) است.